# Чорнильно-чорне серце
«Чорнильно-чорне серце» (англ. The Ink Black Heart) — кримінальний роман англійської письменниці Джоан Роулінг, написаний під псевдонімом Роберт Ґалбрейт. Це шостий і найдовший роман у серії Корморана Страйка.

## Анотація
До офісу детективів приходить перелякана Еді Ледвелл, благаючи про розмову з Робін Еллакотт. Еді, співавторку популярного коміксу «Чорнильно-чорне серце», переслідує таємнича особа з інтернету, що називає себе Аномія. Еді конче треба дізнатися, хто ця людина. Робін вирішує, що у такій справі агенція допомогти не може — і більше не згадує про цей випадок, аж поки за кілька днів не надходить шокуюча новина: Еді викрали, використавши шокер, та вбили на Гайгейтському цвинтарі, де відбуваються події «Чорнильно-чорного серця». Робін та її напарник Корморан Страйк розпочинають розслідування, намагаючись встановити особу Аномії, і вступають до лабіринту онлайнових псевдонімів, ділових інтересів та сімейних конфліктів.

## Персонажі

### Головні
- Корморан Страйк — приватний детектив. Він незначна знаменитість, частково завдяки батькові-рок-зірці та розкриттю резонансних вбивств. Також він — ветеран війни.
- Робін Еллакот — колишня помічниця Страйка, нині бізнес-партнер, що навчається детективній справі. Пережила зґвалтування та замах на вбивство.

### Другорядні
- Пет Чонсі — офіс-менеджер агентства.
- Сем Барклі — слідчий за контрактом.
- Шарлотта Кемпбелл Росс — колишня дівчина Страйка.
- Мішель «Мідж» Грінстріт — слідчий за контрактом.
- Дев Шах — слідчий за контрактом.
- Медлін Курсон-Майлз — нова дівчина Страйка.

### З офлайну
- Еді Ледвелл — співавторка «Чорнильно-чорного серця», успішного мультфільму на YouTube. Перед вбивством її переслідували в Інтернеті Аномія та інші хейтери, а також критикували за те, що вона має расистські та трансфобні погляди.
- Джош Блей — колишній бойфренд Ледвелл, який також був співавтором «Чорнильно-чорного серця».
- Грант Ледвелл — дядько Еді, який бажає втілити її бажання створити кіноверсію «Чорнильно-чорного серця» після її смерті.
- Рейчел Ледвелл — дочка Гранта і двоюрідна сестра Еді.
- Себ Монтгомері — аніматор у перших кількох епізодах «Чорнильно-чорного серця», якого Еді підозрює як Аномію.
- Воллі Кардью — друг Джоша, який озвучив Дрека у «Чорнильно-чорному серці», доки Еді не звільнила його через відео, яке висміювало Голокост. Веде власний канал на YouTube.
- Престон «Пез» Пірс — художник, який озвучував одного з персонажів в перших епізодах «Чорнильно-чорного серця».
- Тім Ешкрофт — колишній актор, який озвучував одного з персонажів в ранніх епізодах «Чорнильно-чорного серця», зараз керує театральною групою, яка працює зі школами.
- Зої Гейґ — художниця та шанувальниця «Чорнильно-чорного серця».
- Філіп Ормонд — хлопець Еді на момент вбивства, співпрацює з Ясмін, колишньою співробітницею Еді, над книгою про «Чорнильно-чорне серце».
- Ясмін Везерхед — колишня співробітниця Еді та Джоша. Працює з Філіпом Ормондом над написанням книги про мультфільм і онлайн-гру.
- Нільс де Йонг і Маріам Торосян — власники закладу, де зустрілися Еді, Джош, Тім, Катя та інші люди, пов'язані з «Чорнильно-чорним серцем».
- Кеа Нівен — колишня дівчина Джоша. Стверджує, що Еді вкрала її ідею для «Чорнильно-чорного серця».
- Катя Апкотт — агент Джоша і колишній агент Еді.
- Ініго Апкотт — чоловік Каті, талановитий музикант, змушений припинити грати через синдром хронічної втоми.
- Гас Апкотт — дорослий син Каті та Ініго, талановитий музикант, над яким знущається батько.
- Флавія Апкотт — 12-річна дочка Каті та Ініго, до якої обоє батьків погано ставляться.
- Раян Мерфі — місцевий офіцер карного розшуку.

### З онлайну
- Аномія — співавтор і модератор онлайн-гри, яка переслідує Еді після оприлюднення відео, у якому остання сказала, що їй не подобається гра.
- Морхаус — співавтор і модератор онлайн-гри. На відміну від Аномії, не займається атаками на Еді.
- Вілепечора та ЛордДрек — Олівер і Чарлі Піч, модератори, які збирають досьє, щоб довести, що Аномія — це Еді.
- Пейпервайт — модератор, що підтримує онлайн-стосунки з Морхаусом, але, як пізніше виявилося, це був фейковий обліковий запис Аномії.
- Фіенді1 — модератор, що вважає, що Аномія небезпечна.
- Хартелла — модератор, що стверджує ніби має докази, що Еді — це Аномія. Пізніше зізнається Страйку, що її змусили видавати себе за Аномію.
- Ворм28 — модератор, що бореться з дислексією.